# Convocazioni per l'UEFA Futsal Championship 2007

## Gruppo A

### Italia
Allenatore:  Alessandro Nuccorini
| N. | Pos. | Giocatore           | Data nascita (età)          | Pres. | Reti | Squadra       |
| -- | ---- | ------------------- | --------------------------- | ----- | ---- | ------------- |
| 1  | P    | Alexandre Feller    | 28 settembre 1971 (36 anni) | –     | –    | Luparense     |
| 2  | L    | Fernando Grana      | 26 agosto 1979 (28 anni)    | –     | –    | Luparense     |
| 3  | L    | Anderson Pellegrini | 12 aprile 1975 (31 anni)    | –     | –    | Xota          |
| 4  | D    | Carlos Montovaneli  | 13 settembre 1973 (34 anni) | –     | –    | Luparense     |
| 5  | L    | Jocimar Jubanski    | 7 luglio 1977 (30 anni)     | –     | –    | Luparense     |
| 6  | U    | Edgar Bertoni       | 24 luglio 1981 (26 anni)    | –     | –    | Interviú      |
| 7  | PV   | Vinícius Bacaro     | 20 agosto 1978 (29 anni)    | –     | –    | ElPozo Murcia |
| 8  | L    | Saad Assis          | 26 ottobre 1979 (28 anni)   | –     | –    | Móstoles      |
| 9  | D    | Fabiano Assad       | 5 gennaio 1980 (27 anni)    | –     | –    | Guadalajara   |
| 10 | L    | Adriano Foglia      | 25 aprile 1981 (26 anni)    | –     | –    | Montesilvano  |
| 11 | U    | Eduardo Morgado     | 19 giugno 1981 (26 anni)    | –     | –    | Montesilvano  |
| 12 | P    | Caio Farinha        | 28 maggio 1973 (34 anni)    | –     | –    | ElPozo Murcia |
| 13 | L    | Sandro Zanetti      | 20 gennaio 1976 (31 anni)   | –     | –    | Móstoles      |
| 15 | D    | Márcio Forte        | 23 aprile 1977 (30 anni)    | –     | –    | Montesilvano  |

### Portogallo
Allenatore:  Orlando Duarte
| N. | Pos. | Giocatore          | Data nascita (età)         | Pres. | Reti | Squadra          |
| -- | ---- | ------------------ | -------------------------- | ----- | ---- | ---------------- |
| 1  | P    | João Benedito      | 7 ottobre 1978 (29 anni)   | –     | –    | Sporting Lisbona |
| 2  | L    | Ricardinho         | 3 settembre 1985 (22 anni) | –     | –    | Benfica          |
| 3  | D    | Zé Maria           | 1º marzo 1977 (30 anni)    | –     | –    | Benfica          |
| 4  | U    | Pedro Costa        | 18 dicembre 1978 (28 anni) | –     | –    | Benfica          |
| 5  | D    | Ivan Dias          | 28 agosto 1972 (35 anni)   | –     | –    | Freixieiro       |
| 6  | PV   | Joel Queirós       | 21 maggio 1982 (25 anni)   | –     | –    | Xota             |
| 7  | PV   | Fernando Leitão    | 3 gennaio 1981 (26 anni)   | –     | –    | Santiago         |
| 8  | L    | Israel Alves       | 31 gennaio 1977 (30 anni)  | –     | –    | Freixieiro       |
| 9  | D    | Gonçalo Alves      | 1º luglio 1977 (30 anni)   | –     | –    | Benfica          |
| 10 | L    | Arnaldo Pereira    | 16 giugno 1979 (28 anni)   | –     | –    | Benfica          |
| 11 | L    | Formiga            | 22 ottobre 1978 (29 anni)  | –     | –    | Burela           |
| 12 | P    | Cristiano Parreiro | 28 agosto 1979 (28 anni)   | –     | –    | Sporting Lisbona |
| 13 | D    | Marcelinho         | 27 luglio 1978 (29 anni)   | –     | –    | S10 Saragozza    |
| 14 | P    | Alex Peixoto       | 17 gennaio 1976 (31 anni)  | –     | –    | Boavista         |

### Repubblica Ceca
Allenatore:  Tomáš Neumann
| N. | Pos. | Giocatore      | Data nascita (età)         | Pres. | Reti | Squadra          |
| -- | ---- | -------------- | -------------------------- | ----- | ---- | ---------------- |
| 1  | P    | Tomáš Meller   | 11 novembre 1975 (32 anni) | –     | –    | Era-Pack Chrudim |
| 2  | PV   | Vít Blažej     | 15 dicembre 1978 (28 anni) | –     | –    | Jistebník        |
| 3  | D    | Jiří Novotný   | 12 luglio 1988 (19 anni)   | –     | –    | Eco Investment   |
| 4  | D    | David Filinger | 12 gennaio 1978 (29 anni)  | –     | –    | Benago           |
| 5  | D    | Tomáš Sluka    | 19 maggio 1978 (29 anni)   | –     | –    | Jistebník        |
| 6  | U    | Roman Mareš    | 15 marzo 1975 (32 anni)    | –     | –    | Era-Pack Chrudim |
| 7  | U    | Martin Dlouhý  | 3 marzo 1975 (32 anni)     | –     | –    | Eco Investment   |
| 8  | L    | Marek Kopecký  | 19 febbraio 1977 (30 anni) | –     | –    | Era-Pack Chrudim |
| 9  | L    | David Frič     | 17 febbraio 1983 (24 anni) | –     | –    | Eco Investment   |
| 10 | U    | Lukáš Rešetár  | 28 aprile 1984 (23 anni)   | –     | –    | Spalato          |
| 11 | PV   | Michal Mareš   | 3 febbraio 1976 (31 anni)  | –     | –    | Pramen HB        |
| 12 | P    | Libor Gerčák   | 22 luglio 1975 (32 anni)   | –     | –    | Nejzbach         |
| 12 | P    | Petr Krayzel   | 16 giugno 1969 (38 anni)   | –     | –    | Jistebník        |
| 13 | PV   | Zdeněk Sláma   | 28 dicembre 1982 (24 anni) | –     | –    | Eco Investment   |
| 14 | L    | Jan Janovský   | 20 giugno 1985 (22 anni)   | –     | –    | Jango Katowice   |

### Romania
Allenatore:  Zoltán Jakab
| N. | Pos. | Giocatore           | Data nascita (età)          | Pres. | Reti | Squadra                   |
| -- | ---- | ------------------- | --------------------------- | ----- | ---- | ------------------------- |
| 1  | P    | László Klein        | 6 aprile 1976 (31 anni)     | –     | –    | CIP Deva                  |
| 2  | U    | Florin Matei        | 8 dicembre 1983 (23 anni)   | –     | –    | CIP Deva                  |
| 3  | D    | Lóránd Szőcs        | 3 marzo 1978 (29 anni)      | –     | –    | CIP Deva                  |
| 4  | L    | Zoltán Mihály       | 5 giugno 1980 (27 anni)     | –     | –    | Székelyudvarhely          |
| 5  | D    | Gabriel Dobre       | 14 aprile 1980 (27 anni)    | –     | –    | CIP Deva                  |
| 6  | L    | Gabriel Molomfalean | 11 luglio 1980 (27 anni)    | –     | –    | CIP Deva                  |
| 8  | L    | Marian Șotărcă      | 12 novembre 1980 (27 anni)  | –     | –    | CIP Deva                  |
| 9  | L    | Robert Lupu         | 28 ottobre 1982 (25 anni)   | –     | –    | CIP Deva                  |
| 10 | PV   | Dumitru Stoica      | 30 settembre 1981 (26 anni) | –     | –    | CIP Deva                  |
| 11 | PV   | Cosmin Gherman      | 25 aprile 1984 (23 anni)    | –     | –    | CIP Deva                  |
| 12 | P    | Cătălin Rizan       | 4 ottobre 1976 (31 anni)    | –     | –    | Energoconstrucţia Craiova |
| 13 | L    | George Tomescu      | 14 aprile 1979 (28 anni)    | –     | –    | CIP Deva                  |
| 14 | L    | László Szőcs        | 10 ottobre 1984 (23 anni)   | –     | –    | Székelyudvarhely          |
| 15 | PV   | Alpár Csoma         | 22 marzo 1984 (23 anni)     | –     | –    | CIP Deva                  |

## Gruppo B

### Russia
Allenatore:  Oleg Ivanov
| N. | Pos. | Giocatore             | Data nascita (età)         | Pres. | Reti | Squadra           |
| -- | ---- | --------------------- | -------------------------- | ----- | ---- | ----------------- |
| 1  | P    | Pavel Stepanov        | 4 ottobre 1974 (33 anni)   | –     | –    | Dinamo Mosca      |
| 2  | PV   | Vladislav Šajachmetov | 25 agosto 1981 (26 anni)   | –     | –    | VIZ-Sinara        |
| 3  | L    | Aleksandr Fukin       | 26 marzo 1985 (22 anni)    | –     | –    | CSKA Mosca        |
| 4  | PV   | Marat Azizov          | 20 dicembre 1985 (21 anni) | –     | –    | VIZ-Sinara        |
| 5  | D    | Pavel Kobzar'         | 23 marzo 1980 (27 anni)    | –     | –    | Dinamo Mosca      |
| 7  | D    | Sergej Sergeev        | 28 giugno 1983 (24 anni)   | –     | –    | CSKA Mosca        |
| 8  | PV   | Pelé Junior           | 29 maggio 1973 (34 anni)   | –     | –    | Dinamo Mosca      |
| 9  | L    | Konstantin Duškevič   | 20 luglio 1981 (26 anni)   | –     | –    | Spartak Ščëlkovo  |
| 10 | D    | Konstantin Maevskij   | 5 ottobre 1979 (28 anni)   | –     | –    | Dinamo Mosca      |
| 11 | PV   | Cirilo                | 20 gennaio 1980 (27 anni)  | –     | –    | Dinamo Mosca      |
| 12 | P    | Sergej Zuev           | 20 febbraio 1980 (27 anni) | –     | –    | VIZ-Sinara        |
| 13 | PV   | Pavel Čistopolov      | 15 marzo 1984 (23 anni)    | –     | –    | VIZ-Sinara        |
| 14 | L    | Damir Chamadiev       | 30 luglio 1981 (26 anni)   | –     | –    | VIZ-Sinara        |
| 15 | D    | Sergej Malyšev        | 7 agosto 1975 (32 anni)    | –     | –    | Noril'skij Nikel' |

### Serbia
Allenatore:  Aca Kovačević
| N. | Pos. | Giocatore              | Data nascita (età)          | Pres. | Reti | Squadra        |
| -- | ---- | ---------------------- | --------------------------- | ----- | ---- | -------------- |
| 1  | P    | Predrag Brzaković      | 29 settembre 1964 (43 anni) | –     | –    | Municipium     |
| 2  | U    | Marko Perić            | 5 febbraio 1984 (23 anni)   | –     | –    | Marbo Belgrado |
| 3  | L    | Igor Šošo              | 27 agosto 1976 (31 anni)    | –     | –    | Marbo Belgrado |
| 4  | PV   | Vladan Cvetanović      | 27 novembre 1977 (29 anni)  | –     | –    | Ekonomac       |
| 5  | L    | Bojan Pavićević        | 20 ottobre 1975 (32 anni)   | –     | –    | Marbo Belgrado |
| 6  | L    | Milan Živić            | 28 dicembre 1979 (27 anni)  | –     | –    | Municipium     |
| 7  | D    | Milan Bogdanović       | 29 giugno 1975 (32 anni)    | –     | –    | Marbo Belgrado |
| 8  | L    | Zoran Dimić            | 11 giugno 1973 (34 anni)    | –     | –    | Marbo Belgrado |
| 9  | L    | Milan Rakić            | 12 febbraio 1980 (27 anni)  | –     | –    | Municipium     |
| 10 | PV   | Predrag Rajić          | 31 luglio 1977 (30 anni)    | –     | –    | Marbo Belgrado |
| 11 | L    | Željko Borojević       | 18 novembre 1972 (34 anni)  | –     | –    | Marbo Belgrado |
| 12 | P    | Vladimir Ranisavljević | 10 febbraio 1975 (32 anni)  | –     | –    | Araz Naxçıvan  |
| 13 | L    | Vidan Bojović          | 27 giugno 1979 (28 anni)    | –     | –    | Ekonomac       |
| 14 | PV   | Slobodan Rajčević      | 28 febbraio 1985 (22 anni)  | –     | –    | SAS Zrenjanin  |

### Spagna
Allenatore:  Venancio López
| N. | Pos. | Giocatore           | Data nascita (età)          | Pres. | Reti | Squadra       |
| -- | ---- | ------------------- | --------------------------- | ----- | ---- | ------------- |
| 1  | P    | Luis Amado          | 4 maggio 1976 (31 anni)     | –     | –    | Interviú      |
| 2  | D    | Carlos Ortiz        | 3 ottobre 1983 (24 anni)    | –     | –    | Xota          |
| 3  | D    | Javier Eseverri     | 28 agosto 1977 (30 anni)    | –     | –    | Xota          |
| 4  | D    | Jordi Torrás        | 24 settembre 1980 (27 anni) | –     | –    | Interviú      |
| 5  | PV   | Juan Ignacio Werner | 4 agosto 1978 (29 anni)     | –     | –    | Prone Lugo    |
| 6  | L    | Álvaro Aparicio     | 29 settembre 1977 (30 anni) | –     | –    | ElPozo Murcia |
| 7  | L    | Javier Rodríguez    | 26 marzo 1974 (33 anni)     | –     | –    | Barcellona    |
| 8  | D    | Kike Boned          | 4 maggio 1978 (29 anni)     | –     | –    | ElPozo Murcia |
| 9  | L    | Andreu Linares      | 24 febbraio 1975 (32 anni)  | –     | –    | Interviú      |
| 10 | L    | Borja Blanco        | 16 novembre 1984 (23 anni)  | –     | –    | Móstoles      |
| 11 | PV   | Marcelo             | 11 gennaio 1974 (33 anni)   | –     | –    | Prone Lugo    |
| 12 | P    | Juanjo Angosto      | 19 agosto 1985 (22 anni)    | –     | –    | ElPozo Murcia |
| 13 | P    | Cristian Domínguez  | 27 agosto 1982 (25 anni)    | –     | –    | Barcellona    |
| 14 | L    | Daniel              | 6 luglio 1976 (31 anni)     | –     | –    | Interviú      |

### Ucraina
Allenatore:  Hennadij Lysenčuk
| N. | Pos. | Giocatore          | Data nascita (età)          | Pres. | Reti | Squadra            |
| -- | ---- | ------------------ | --------------------------- | ----- | ---- | ------------------ |
| 1  | P    | Vasyl' Suchomlinov | 20 maggio 1976 (31 anni)    | –     | –    | Šachtar            |
| 2  | D    | Serhij Čepornjuk   | 18 aprile 1982 (25 anni)    | –     | –    | Aktubrentgen       |
| 3  | D    | Roman Vachula      | 13 luglio 1985 (22 anni)    | –     | –    | TVD Leopoli        |
| 4  | PV   | Dmytro Ivanov      | 15 dicembre 1985 (21 anni)  | –     | –    | Mytišči            |
| 5  | PV   | Jevhen Rohačov     | 30 agosto 1983 (24 anni)    | –     | –    | TVD Leopoli        |
| 6  | L    | Dmytro Sil'čenko   | 7 ottobre 1982 (25 anni)    | –     | –    | TVD Leopoli        |
| 7  | PV   | Denys Ovsjannikov  | 10 dicembre 1984 (22 anni)  | –     | –    | Enerhija Leopoli   |
| 8  | D    | Oleksandr Chursov  | 1º giugno 1981 (26 anni)    | –     | –    | Enakievets         |
| 9  | D    | Valerij Zamjatin   | 5 gennaio 1979 (28 anni)    | –     | –    | Enakievets         |
| 10 | PV   | Serhij Sytin       | 19 luglio 1982 (25 anni)    | –     | –    | Spartak Ščëlkovo   |
| 11 | L    | Serhij Tarančuk    | 23 maggio 1982 (25 anni)    | –     | –    | Lokomotyv Charkiv  |
| 12 | P    | Jevhen Ivanjak     | 28 settembre 1982 (25 anni) | –     | –    | Tajm Leopoli       |
| 13 | L    | Serhij Jakunin     | 21 luglio 1984 (23 anni)    | –     | –    | Enerhija Leopoli   |
| 14 | U    | Mychajlo Romanov   | 21 luglio 1983 (24 anni)    | –     | –    | Kontingent Žytomyr |